# Rosemary Peyton Biggs
Rosemary Peyton Biggs (* 21. April 1921 in London, Vereinigtes Königreich; † 29. Juni 2001) war eine britische Botanikerin und Hämatologin. Sie erforschte Gerinnungsstörungen und insbesondere Hämophilie. Das für die Blutgerinnung wichtige Protein, das bei Patienten mit Hämophilie B fehlt, wurde von Biggs und Robert Gwyn Macfarlane in ihrem im Dezember 1952 im British Medical Journal veröffentlichten Artikel als Christmas-Faktor bezeichnet.

## Leben und Werk
Biggs war das jüngste von vier Kindern des Goldschmieds Edgar Biggs und der Ethel Biggs. Ihre beiden älteren Schwestern besuchten eine Privatschule und anschließend die University of Oxford. Da ihre Mutter besorgt war über die Auswirkungen, die dies auf Mädchen hatte, wurde sie zu Hause erzogen. Sie studierte dann Botanik an der University of London. Nach ihrem Bachelor-Abschluss 1934 setzte sie ihr Botanikstudium an der University of Toronto fort und promovierte 1943 mit einer Dissertation über Mykologie.
Der Ausbruch des Zweiten Weltkriegs zwang sie zur Rückkehr nach England und eröffnete ihr die Möglichkeit, an der London School of Medicine for Women zu studieren. Sie schloss ihr Studium 1943 ab und wechselte nach Assistenzstellen in London 1944 in die Pathologieabteilung des Radcliffe Infirmary. Hier arbeitete sie als wissenschaftliche Mitarbeiterin bei Alastair Robb-Smith.

## Hämatologie am Radcliffe Infirmary in Oxford
Zunächst beschäftigte sie sich mit der Erforschung der Pathologie des Crush-Syndrom, von dem sie während der Londoner Bombenanschläge zahlreiche Fälle beobachtet hatte. Ende 1945 wurde sie Assistentin von Robert Gwyn Macfarlane (1907–1987). Eines ihrer Projekte befasste sich mit Fehlern bei der Zählung roter Blutkörperchen. Dabei kam ihr das als Botanikerin erworbene Verständnis statistischer Methoden zugute. Für ihre Doktorarbeit untersuchte Biggs die Methoden zur Diagnose von Prothrombinmangel. 1949 erhielt Biggs für ihre Doktorarbeit über Prothrombin die Goldmedaille der University of London.

## Durchbruch im Verständnis der Hämophilie
In ihrer 25-jährigen Zusammenarbeit revolutionierten Biggs und Macfarlane die Behandlung von Blutgerinnungsstörungen in Großbritannien. 1950 war wenig über den gestörten Gerinnungsmechanismus bei Hämophilie bekannt. Biggs untersuchte das sehr frühe Stadium der Gerinnung und 1952 gelang es ihr, mithilfe der inzwischen drei zusätzlichen Gerinnungsfaktoren einen Test zu entwickeln, den Thromboplastin-Generationstest, der den Defekt im hämophilen Blut aufdeckte. Der neue Test zeigte, dass im Blut des Hämophiliepatienten Stephen Christmas neben dem Antihämophilieglobulin ein weiterer Faktor fehlte. Die Oxford-Gruppe nannte den fehlenden Faktor Christmas-Faktor und die Krankheit Christmas-Krankheit wegen des Veröffentlichungsdatums der Arbeit, dem 27. Dezember, und auch, weil dies der Nachname des ersten Patienten war, bei dem diese Krankheit diagnostiziert wurde. Die beiden Erkrankungen sind heute als Hämophilie A und Hämophilie B bekannt. Der Test ermöglichte die genaue Identifizierung von Gerinnungsstörungen. 1953 veröffentlichte Briggs zusammen mit Macfarlane Human blood coagulation and its disorders.
Als Macfarlane 1967 in den Ruhestand ging, übernahm Briggs die Leitung des MRC Blood Coagulation Research Laboratory am Churchill Hospital und wurde Direktorin des neu gegründeten Oxford Haemophilia Centre.
Biggs war Herausgeberin des British Journal of Haematology und des Journal of Thrombosis and Haemostasis, Gründungsmitglied und Sekretärin der British Society of Haematology und Gründungsmitglied der International Society on Thrombosis and Haemostasis.
Biggs ging 1977 in den Ruhestand und lebte danach mit ihrer Adoptivtochter in Little Comberton, Worcestershire. Sie starb 2001 im Alter von 89 Jahren.

## Auszeichnungen (Auswahl)
- 1971: James F. Mitchell Foundation International Award for Heart and Vascular Research
- 1974: Fellow des Royal College of Physicians
- 1978: Macfarlane Award der Haemophillia Society

## Veröffentlichungen (Auswahl)
- mit S. Douglas, R. G. MacFarlane, J. V. Dacie, W. R. Pittney, C. Merskey, J. R. O’Brien: Christmas disease: a condition previously mistaken for haemophilia. In: Br Med J. 2, 1952, S. 1378–1382.
- Jaundice and antibodies directed against factors VIII and IX in patients treated for haemophilia or Christmas disease in the United Kingdom. British Journal of Haematology 26, 1974,S. 313–29.
- Haemophilia treatment in the United Kingdom from 1969–1974. British Journal of Haematology 35, 1977, S. 487–504.
- Factor VIII concentrates made in the United Kingdom and the treatment of haemophilia based on studies made during 1969–72. British Journal of Haematology 27, 1974, S. 391–405.
- Thirty years of haemophilia treatment in Oxford  British Journal of Haematology 13, 1967, S. 452–63.